# János Hahn
János Hahn (sinh 15 tháng 3 năm 1995) là một cầu thủ bóng đá Hungary hiện tại thi đấu cho Paksi SE.

## Thống kê câu lạc bộ
| Câu lạc bộ          | Mùa giải | Giải vô địch | Giải vô địch | Cúp  | Cúp | Cúp Liên đoàn | Cúp Liên đoàn | Châu Âu | Châu Âu | Tổng | Tổng |
| Câu lạc bộ          | Mùa giải | Trận         | Bàn          | Trận | Bàn | Trận          | Bàn           | Trận    | Bàn     | Trận | Bàn  |
| ------------------- | -------- | ------------ | ------------ | ---- | --- | ------------- | ------------- | ------- | ------- | ---- | ---- |
| Paks                |          |              |              |      |     |               |               |         |         |      |      |
| 2012–13             | 3        | 0            | 2            | 0    | 4   | 0             | –             | –       | 9       | 0    |      |
| 2014–15             | 22       | 1            | 1            | 0    | 7   | 0             | –             | –       | 30      | 1    |      |
| 2015–16             | 29       | 7            | 1            | 0    | –   | –             | –             | –       | 30      | 7    |      |
| 2016–17             | 30       | 6            | 2            | 1    | –   | –             | –             | –       | 32      | 7    |      |
| 2017–18             | 30       | 5            | 3            | 0    | –   | –             | –             | –       | 33      | 5    |      |
| 2018–19             | 31       | 9            | 4            | 2    | –   | –             | –             | –       | 35      | 11   |      |
| 2019–20             | 30       | 7            | 4            | 3    | –   | –             | –             | –       | 34      | 10   |      |
| 2020–21             | 26       | 22           | 1            | 2    | –   | –             | –             | –       | 10      | 11   |      |
| Tổng                | 184      | 44           | 18           | 8    | 11  | 0             | 0             | 0       | 213     | 52   |      |
| Puskás              |          |              |              |      |     |               |               |         |         |      |      |
| 2013–14             | 0        | 0            | 0            | 0    | 2   | 0             | –             | –       | 2       | 0    |      |
| Tổng                | 0        | 0            | 0            | 0    | 2   | 0             | 0             | 0       | 2       | 0    |      |
| Tổng cộng sự nghiệp |          | 184          | 44           | 18   | 8   | 13            | 0             | 0       | 0       | 215  | 52   |

Cập nhật theo các trận đấu đã diễn ra tính đến ngày 7 tháng 10 năm 2020.